# اثر کوندو
در فیزیک، اثر کوندو (انگلیسی: Kondo effect)، پراکندگی الکترون‌های هدایت‌کننده در فلز به دلیل ناخالصی مغناطیسی را توصیف می‌کند، در نتیجه این پدیده مشخصه مقاومت ویژه با میزان دما تغییر می‌کند. این اثر نخستین بار توسط جون کوندو دانشمند ژاپنی ارائه شد و به افتخار وی نیز نامگذاری گردید.